# Gandra e Taião
Gandra e Taião est une paroisse civile portugaise (en portugais : freguesia) de la municipalité de Valença, dans le district de Viana do Castelo.
Son nom officiel est União das freguesias de Gandra e Taião. Elle est créée par la loi no 11-A/2013 du 28 janvier 2013 portant réorganisation administrative du territoire des freguesias, en fusionnant Gandra et Taião. Son siège est à Gandra.
Lors du recensement de 2021, Gandra e Taião compte 1 391 habitants.